# Atherton, Kalifornien
Atherton är en stad i San Mateo County i den amerikanska delstaten Kalifornien med en yta av 12,8 km² och en folkmängd som uppgår till 7 194 invånare (2000). Atherton fick stadsrättigheter år 1923. Orten hette ursprungligen Fair Oaks men namnet ändrades 1923 till Atherton efter affärsmannen Faxon Atherton.
Invånarna i Atherton är i genomsnitt mycket förmögna. 1,7 % av invånarna befinner sig under fattigdomsgränsen.